# Guido Modiano
Guido Modiano (1899 – 1943) è stato un tipografo e critico d'arte italiano.
Fu protagonista del dibattito sul rinnovamento delle arti grafiche italiane negli anni fra le due guerre.

## Biografia
La famiglia Modiano discende da Ebrei Sefarditi (il nome deriverebbe da Modigliana, presso Firenze) originari di Salonicco e stabilitisi a Milano nel corso del XIX secolo. Negli anni novanta, il padre Gustavo (Milano, 1864-1916) vi aveva avviato una fiorente attività di stampatore, sviluppando in particolare il mercato dalle cartoline illustrate.
Alla morte del padre (avvenuta nel 1916), lo stabilimento tipografico G. Modiano & Co. venne rilevato dal giovanissimo Guido insieme alla madre Bice Marchi Modiano (morta nel 1941) con l'assistenza del proto Ludovico Rossi. Sotto la sua guida, l'officina andò specializzandosi nella stampa di edizioni di prestigio e di periodici culturali (come Le vie d'Italia, Edilizia Moderna, Quadrante) oltre che di prodotti grafici d'avanguardia (fra cui pubblicazioni per l'Ufficio Sviluppo e Stampa Olivetti diretto da Renato Zveteremich).
Progettista oltre che stampatore, Modiano ebbe un ruolo determinante nell'evoluzione della veste grafica di Casabella realizzata a partire dal 1933 insieme a Edoardo Persico, condirettore della testata insieme a Giuseppe Pagano. Come critico, nel corso degli anni trenta Modiano pubblicò numerosi articoli sulle principali riviste di settore (da Campo grafico a Graphicus, da Risorgimento grafico a L'industria della stampa) in cui sostenne il positivo apporto dell'astrattismo e dell'architettura razionalista all'evoluzione in senso moderno del linguaggio grafico-pubblicitario italiano. Benché i primi scritti risalgano al 1929, nel 1931 Modiano apriva di fatto il dibattito dando avvio a Tipografia, rivista pubblicata per conto della Fonderia Reggiani (di breve durata, solo 3 numeri). Nello stesso tempo progettò e stampò artefatti grafici secondo i nuovi criteri funzionalisti (come il catalogo Compagnia Continentale Sellerie ciclistiche e affini, 1932).. Nel 1940, in occasione della VII Triennale, fu il principale curatore della Mostra dell'arte grafica, avvalendosi della collaborazione dei migliori progettisti del periodo: Carboni, Dradi/Rossi, Munari, Muratore, Steiner, Veronesi. Nel 1933 realizzò il disegno del carattere sanserif Triennale commercializzato dalla fonderia milanese Reggiani.
Richiamato sotto le armi già nel 1935 e destinato ai servizi di contraerea, durante la guerra prese parte alla disastrosa campagna di Russia, perdendo la vita nell'estate del '43 durante il bombardamento di una caserma a Rostock, in Germania. Nell'agosto dello stesso anno a Milano veniva distrutto anche lo stabilimento tipografico, sito in via Panizza 7.
Ebbe una figlia, Franca (nata nel 1924).